# Tony Castillo (Musiker)
Tony Castillo (* 1946; † 13. Dezember 2010 in Singapur als Antonio Castillo Jr.) war ein singapurischer Kinderdarsteller, später Jazztrompeter, Bandleader und Musikfunktionär, der in der Jazzszene von Singapur aktiv war.

## Biographie
Tony Castillo war das älteste Kind von drei Geschwistern; sein Bruder Louis ist ebenfalls Musiker und Sänger. Er wurde in Fernost zunächst als Kinderstar bekannt, als er 1956 die Hauptrolle in P. Ramlees malaysischen Spielfilm Anakku Sazali (My Son Sazali) spielte. Die Rolle brachte ihm 1957 die Auszeichnung als beste männliche Hauptrolle und bester Kinderdarsteller (Actor award) auf dem vierten Asia Film Festival in Tokio ein. Bereits als Jugendlicher trat er als Jazztrompeter in seiner Heimatstadt auf und ging mit 14 Jahren auf Tournee in Fernost, bei der er ein zweimonatiges Engagement in einem Melbourner Club hatte.
Louis Armstrong hörte den jungen Castillo, nannte ihn Boy Satchmo und vermittelte ihm einen Auftritt in den USA in der Ed Sullivan Show. In den 1970er Jahren spielte er vorwiegend in den Singapurer Nachtclubs wie im The Tropicana und dem Jockey Pub. Er leitete dann eine eigene Big Band, The Castillians, mit der er auch mehrmals in Europa und den Vereinigten Staaten konzertierte.
In den 1970er Jahren war er in einen Sexskandal verwickelt, als er beschuldigt wurde, Geschlechtsverkehr mit einer Minderjährigen gehabt zu haben; er wurde jedoch freigesprochen. Nach einer Anklage wegen Drogenbesitzes flüchtete er aus Singapur, stellte sich aber vier Jahre später. Danach verbrachte er zwei Jahre in einem Drogenentzugszentrum.
Neben seinen Musikeraktivitäten war Castillo seit den 1970er Jahren ein Förderer der Singapurer Musikszene; zunächst als Vorsitzender der Young Musicians' Society. In den 1980er Jahren war er im Vorstand der Musicians and Singers Association of Singapore (MSAS). In den 1980er und 1990er Jahren trat er weiter mit The Castillians in den bekannten Veranstaltungsorten Singapurs auf, Anfang der 1980er Jahre auch auf dem Singapure International Jazz Festival
Von 2004 bis 2008 arbeitete er als Musiker und Bandleader in North Carolina und Los Angeles. Nach seiner Rückkehr gründete er die Singapore Jazzistic Society, die sich um Trainingsprogramme für junge Musiker und Schauspieler kümmerte. Castillo starb Ende 2010 an Leberkrebs.